# Francesco d'Aquino
Francesco Maria Venanzio d’Aquino (Napels, 27 februari 1738 – Palermo, 9 januari 1795) was een edelman in het koninkrijk Napels. Hij was ambassadeur voor de koninkrijken Napels en Sicilië in Londen (1780-1784) en Parijs (1784-1786). Nadien bestuurde hij Sicilië als onderkoning (1786-1795) voor het Bourbonregime.
Hij was een bekend vrijmetselaar, antiklerikaal, jakobijn en hervormer op Sicilië. Zijn steun voor de Franse Revolutie dwong hem te balanceren tussen sympathie voor deze idealen en zijn loyauteit aan koning Ferdinand IV van Bourbon die een Franse invasie op Sicilië vreesde.

## Adellijke titels
Na de dood van zijn vader Antonio d’Aquino (1775) werd d’Aquino beleend met het prinsdom Caramanico, het hertogdom Casoli, het markiezaat Francolise en het graafschap Palena.

## Levensloop

### Napolitaans vrijmetselaar
Hij was een zoon van prins Antonio d’Aquino en Ippolita Pignateli van de prinselijke familie Monteroduni. In 1767 huwde hij Vittoria de Guevara van de hertogelijke familie Bovino; Vittoria was weduwe van Carlo Carafa, hertog van Maddaloni. De vorstendommen van d’Aquiono’s ouders en echtgenote lagen alle in het koninkrijk Napels. 
Reeds van zijn jonge jaren profileerde d’Aquino zich als leider van de vrijmetselaars van Napels. In 1773 scheurde hij de Napolitaanse logebroeders af van de Premier Grand Lodge of England. D’Aquino werd grootmeester van de nationale loge van Napels. In 1775 verbood koning Ferdinand IV van Bourbon de loges. Logebroeders werden vervolgd en d’Aquino organiseerde ondergronds de loges op zo’n manier dat zij terug van Londen afhingen. Minister Bernardo Tanucci maakte klopjacht op vrijmetselaars, doch d’Aquino kon enkelen van hen redden uit de gevangenis. D’Aquino kon rekenen op de heimelijke steun van de koningin Maria Carolina die loges bezocht. Van d’Aquino werd gezegd dat hij de minnaar was van de koningin. Minister Tanucci durfde noch de koningin noch d’Aquino arresteren; d’Aquino moest evenwel publiek zweren dat hij geen vrijmetselaar meer was. Tijdens de inspectieronde van hertog Albert Casimir van Saksen-Teschen werd minister Tanucci de laan uitgestuurd.

### Ambassadeur
In 1780 benoemde koning Ferdinand IV van Bourbon d’Aquino tot ambassadeur van Napels en Sicilië in Londen. Het betekende voor d’Aquino een versteviging van de banden met de lokale vrijmetselarij. Dit gold ook voor zijn periode als ambassadeur in Parijs vanaf 1784. D’Aquino was weinig in Parijs, want hij ambieerde de ambassadeurspost in Madrid.

### Onderkoning van Sicilië

Ridderschap in de Orde van Sint-Januarius

Koning Ferdinand IV riep d’Aquino terug in 1786, niet naar Napels, maar wel naar Sicilië. Op Sicilië was d’Aquino minder bekend en minder geliefd dan in Napels. In 1786 werd d’Aquino benoemd tot onderkoning van Sicilië, wat hij zou blijven tot zijn dood (1795). Tevens werd d’Aquino vereerd met het ridderschap in de Orde van Sint-Januarius en met een zitje in de Raad van State van Napels.
Het beleid van d’Aquino was een verderzetting van deze van zijn voorganger Domenico Caracciolo, namelijk de modernisering van de tot dan feodale staat en het opdoeken van het grootgrondbezit van de Roomse Kerk. Waar onderkoning Caracciolo al een aanzet gegeven had, bijvoorbeeld door confiscatie van abdijen en afschaffing van enkele adellijke privilegies, ging onderkoning d’Aquino veel verder. Hij beperkte de macht van de baronnen zowel op fiscaal gebied als op gerechtelijk en politiek gebied. De lokale edelen konden geen taksen meer heffen, want dit werd de bevoegdheid van de Kroon. De rechtspraak werd hen ontnomen ten voordele van de rechtbanken in Palermo. Het aantal edelen in het parlement werd verlaagd. D’Aquino taxeerde zelfs het vervoer van edelen per karos of draagstoel. De adel mocht de bevolking niet meer opeisen om de wegen te onderhouden; dit werd een bevoegdheid van de staat. D’Aquino legde verharde wegen in Palermo aan. Hij schafte bovendien het lijfeigenschap af (1789). 
Andere hervormingen van onderkoning d’Aquino zijn als jakobijns en antiklerikaal te omschrijven: herorganisatie van de universiteit van Catania waarbij hij de Roomse invloed terugdrong. Hij deed ook andere pogingen om het onderwijs te seculariseren. De nog bestaande abdijen en kloosters werden ontmanteld en hun grootgrondbezit verkocht. Dit leidde op zeker ogenblik tot een veel te kleine veestapel om de bevolking te voeden. 
Het Latijn in de overheidsdocumenten van het onderkoninkrijk moest bovendien wijken voor het Italiaans.
Met de Franse Revolutie (1789) dweepte onderkoning d’Aquino en in zekere zin deed koningin Maria Carolina dat ook. Zij sloeg om van mening toen haar zus koningin Marie Antoinette van Frankrijk werd onthoofd (1793). Doch d’Aquino slaagde erin goede relaties te behouden met het Terreurregime en met andere revolutionairen in Frankrijk. Koning Ferdinand IV van Bourbon vreesde een invasie op Sicilië door de Fransen. Voor d’Aquino brak een periode aan van politiek schipperen, zeker toen hij de arrestaties van Fransen op Sicilië zo goed als lam legde. Er brak een rel uit toen het bericht van een Franse spion bekend raakte: bij een Franse invasie moest het leven van de onderkoning gespaard worden, doch niet deze van de gouverneurs van Reggio en van Messina.
Tijdens de epidemies van 1792 en 1793 toonde d’Aquino zich gul ten opzichte van het volk. 
In 1795 overleed onderkoning d’Aquino onverwacht na een vreselijke nacht van pijn en ongemak. Meest waarschijnlijk was hij vergiftigd.